# Robert Kenneth Whitney
Robert Kenneth Whitney, kanadski letalski častnik, vojaški pilot in letalski as, * 6. december 1898, Abbotsford, Quebec, † 15. avgust 1983.
Poročnik Whitney je v svoji vojaški službi dosegel 5 zračnih zmag.

## Odlikovanja
- Distinguished Flying Cross (DFC)